# 因沃里奥
因沃里奥（義大利語：Invorio），是意大利诺瓦拉省的一个市镇。总面积17平方公里，人口4353人，人口密度256.1人/平方公里（2009年）。ISTAT代码为003082。